# Campeonato Brasileiro de Futebol de 2020 - Série C
A Série C do Campeonato Brasileiro de Futebol de 2020 foi uma competição equivalente à terceira divisão do futebol do Brasil. Contando como a 30.ª edição da história, foi disputada por vinte clubes, onde os quatro mais bem colocados garantiram acesso à Série B de 2021 e os dois últimos colocados de cada grupo na primeira fase foram rebaixados à Série D de 2021. Inicialmente prevista para começar no dia 3 de maio e terminar em 8 de novembro, a competição precisou ser adiada devido à pandemia de COVID-19 e teve início em 8 de agosto e término em 30 de janeiro de 2021. Também por conta da pandemia, todos os jogos do campeonato foram realizados com portões fechados ao público.
Remo e Vila Nova disputaram a final do campeonato, com a equipe goiana vencendo ambos os jogos da final (5–1 em Goiânia e 3–2 em Belém) para se tornar o primeiro clube a vencer a Série C em três oportunidades. O Remo foi a primeira equipe a garantir o acesso à Série B de 2021, com uma rodada de antecedência, após derrotar o arquirrival Paysandu por 1–0 no Estádio Mangueirão, e beneficiado pelo empate entre Londrina e Ypiranga de Erechim na penúltima rodada do grupo D, retornando à segunda divisão nacional após treze anos. Já o Vila Nova garantiu o acesso apenas na última rodada do quadrangular, após derrotar o Ituano por 1–0 no Novelli Júnior e volta a "segundona" um ano após seu rebaixamento.
Completando a lista de acesso, o Brusque obteve a promoção ao vencer o Ituano em casa por 4–2, ainda na penúltima rodada, no que será a segunda aparição do clube catarinense na Série B desde 1989. O quarto e último clube promovido à Série B foi o Londrina, na última rodada do quadrangular. O acesso foi garantido, um ano após o rebaixamento (assim como o Vila Nova), com a vitória por 1–0 contra o Remo no Mangueirão.
O Imperatriz foi a primeira equipe rebaixada: com uma campanha fraca, o time maranhense teve o descenso decretado com quatro rodadas de antecedência na primeira fase após ser goleado por 7–0 pelo Botafogo-PB, em João Pessoa. Na penúltima rodada, o Boa Esporte também foi rebaixado após perder em casa (1–0) para o São Bento. Os dois últimos clubes que desceram de divisão foram definidos na última rodada: o Treze, após empatar o confronto direto contra o rival Botafogo-PB por 1–1 no Estádio Almeidão, e o São Bento ao ser derrotado em casa (0–3) para o Ituano.

## Formato e regulamento
A competição foi disputada por 20 clubes, divididos em dois grupos: Grupo A e Grupo B. Em cada chave, os times se enfrentaram duas vezes – jogos de ida e volta – totalizando 18 rodadas, com os quatro melhores de cada grupo avançando para a fase seguinte. As duas piores equipes de cada chave foram rebaixadas para a Série D de 2021.
Na fase seguinte, os oito classificados foram divididos em dois grupos de quatro times. Os dois melhores classificados de cada grupo foram promovidos à Série B de 2021, enquanto o melhor time de cada chave avançou à final. Com isso foi abolida a fase final em eliminatória simples, com quartas de final, semifinal e final que estava em vigor desde 2012.

### Critérios de desempate
Em caso de empate por pontos entre dois ou mais clubes, os critérios de desempate são aplicados na seguinte ordem:
1. Número de vitórias;
2. Saldo de gols;
3. Gols pró (marcados);
4. Confronto direto;
5. Menor número de cartões vermelhos;
6. Menor número de cartões amarelos;
7. Sorteio.

## Participantes
| Equipe              | Cidade             | Estado | Em 2019       | Estádio (mando)     | Capacidade | Títulos        |
| ------------------- | ------------------ | ------ | ------------- | ------------------- | ---------- | -------------- |
| Boa Esporte         | Varginha           | MG     | 15º           | Melão               | 15 471     | 1 (2016)       |
| Botafogo-PB         | João Pessoa        | PB     | 11º           | Almeidão (PB)       | 19 000     | 0 (não possui) |
| Brusque             | Brusque            | SC     | 1º (Série D)  | Augusto Bauer       | 5 000      | 0 (não possui) |
| Criciúma            | Criciúma           | SC     | 19º (Série B) | Heriberto Hülse     | 19 900     | 1 (2006)       |
| Ferroviário         | Fortaleza          | CE     | 10º           | Arena Castelão      | 63 903     | 0 (não possui) |
| Imperatriz          | Imperatriz         | MA     | 6º            | Frei Epifânio       | 10 000     | 0 (não possui) |
| Ituano              | Itu                | SP     | 3º (Série D)  | Novelli Júnior      | 18 560     | 1 (2003)       |
| Jacuipense          | Riachão do Jacuípe | BA     | 4º (Série D)  | Valfredão           | 5 000      | 0 (não possui) |
| Londrina            | Londrina           | PR     | 17º (Série B) | Estádio do Café     | 19 924     | 0 (não possui) |
| Manaus              | Manaus             | AM     | 2° (Série D)  | Arena da Amazônia   | 44 000     | 0 (não possui) |
| Paysandu            | Belém              | PA     | 5º            | Curuzu              | 16 200     | 0 (não possui) |
| Remo                | Belém              | PA     | 9º            | Baenão              | 13 792     | 1 (2005)       |
| Santa Cruz          | Recife             | PE     | 13º           | Arruda              | 60 044     | 1 (2013)       |
| São Bento           | Sorocaba           | SP     | 18º (Série B) | Walter Ribeiro      | 13 772     | 0 (não possui) |
| São José-RS         | Porto Alegre       | RS     | 8º            | Passo d'Areia       | 14 000     | 0 (não possui) |
| Tombense            | Tombos             | MG     | 14º           | Almeidão (MG)       | 3 050      | 0 (não possui) |
| Treze               | Campina Grande     | PB     | 16º           | Presidente Vargas   | 12 000     | 0 (não possui) |
| Vila Nova           | Goiânia            | GO     | 20º (Série B) | Serra Dourada       | 42 000     | 2 (1996, 2015) |
| Volta Redonda       | Volta Redonda      | RJ     | 12º           | Raulino de Oliveira | 20 225     | 0 (não possui) |
| Ypiranga de Erechim | Erechim            | RS     | 7º            | Colosso da Lagoa    | 22 000     | 0 (não possui) |

## Estádios
| Boa Esporte | Botafogo-PB | Brusque | Criciúma | Ferroviário | Imperatriz                    |
| --- | --- | --- | --- | --- | ----------------------------- |
| Melão | Almeidão (PB) | Augusto Bauer | Heriberto Hülse | Arena Castelão | Frei Epifânio                 |
| Capacidade: 15 471 | Capacidade: 19 000 | Capacidade: 5 000 | Capacidade: 19 900 | Capacidade: 63 903 | Capacidade: 10 000            |
| | | | | Arena Castelão |                               |
| Ituano | \| Boa Esporte Botafogo-PB Brusque Criciúma Ferroviário Imperatriz Ituano Jacuipense Londrina Manaus Paysandu Remo Santa Cruz São Bento São José-RS Tombense Treze Vila Nova Volta Redonda Ypiranga-RSLocalização dos times por Estado. Grupo A; Grupo B. Localização das equipes participantes da Série C de 2020 \| | \| Boa Esporte Botafogo-PB Brusque Criciúma Ferroviário Imperatriz Ituano Jacuipense Londrina Manaus Paysandu Remo Santa Cruz São Bento São José-RS Tombense Treze Vila Nova Volta Redonda Ypiranga-RSLocalização dos times por Estado. Grupo A; Grupo B. Localização das equipes participantes da Série C de 2020 \| | \| Boa Esporte Botafogo-PB Brusque Criciúma Ferroviário Imperatriz Ituano Jacuipense Londrina Manaus Paysandu Remo Santa Cruz São Bento São José-RS Tombense Treze Vila Nova Volta Redonda Ypiranga-RSLocalização dos times por Estado. Grupo A; Grupo B. Localização das equipes participantes da Série C de 2020 \| | \| Boa Esporte Botafogo-PB Brusque Criciúma Ferroviário Imperatriz Ituano Jacuipense Londrina Manaus Paysandu Remo Santa Cruz São Bento São José-RS Tombense Treze Vila Nova Volta Redonda Ypiranga-RSLocalização dos times por Estado. Grupo A; Grupo B. Localização das equipes participantes da Série C de 2020 \| | Jacuipense                    |
| Novelli Júnior | \| Boa Esporte Botafogo-PB Brusque Criciúma Ferroviário Imperatriz Ituano Jacuipense Londrina Manaus Paysandu Remo Santa Cruz São Bento São José-RS Tombense Treze Vila Nova Volta Redonda Ypiranga-RSLocalização dos times por Estado. Grupo A; Grupo B. Localização das equipes participantes da Série C de 2020 \| | \| Boa Esporte Botafogo-PB Brusque Criciúma Ferroviário Imperatriz Ituano Jacuipense Londrina Manaus Paysandu Remo Santa Cruz São Bento São José-RS Tombense Treze Vila Nova Volta Redonda Ypiranga-RSLocalização dos times por Estado. Grupo A; Grupo B. Localização das equipes participantes da Série C de 2020 \| | \| Boa Esporte Botafogo-PB Brusque Criciúma Ferroviário Imperatriz Ituano Jacuipense Londrina Manaus Paysandu Remo Santa Cruz São Bento São José-RS Tombense Treze Vila Nova Volta Redonda Ypiranga-RSLocalização dos times por Estado. Grupo A; Grupo B. Localização das equipes participantes da Série C de 2020 \| | \| Boa Esporte Botafogo-PB Brusque Criciúma Ferroviário Imperatriz Ituano Jacuipense Londrina Manaus Paysandu Remo Santa Cruz São Bento São José-RS Tombense Treze Vila Nova Volta Redonda Ypiranga-RSLocalização dos times por Estado. Grupo A; Grupo B. Localização das equipes participantes da Série C de 2020 \| | Valfredão                     |
| Capacidade: 18 560 | \| Boa Esporte Botafogo-PB Brusque Criciúma Ferroviário Imperatriz Ituano Jacuipense Londrina Manaus Paysandu Remo Santa Cruz São Bento São José-RS Tombense Treze Vila Nova Volta Redonda Ypiranga-RSLocalização dos times por Estado. Grupo A; Grupo B. Localização das equipes participantes da Série C de 2020 \| | \| Boa Esporte Botafogo-PB Brusque Criciúma Ferroviário Imperatriz Ituano Jacuipense Londrina Manaus Paysandu Remo Santa Cruz São Bento São José-RS Tombense Treze Vila Nova Volta Redonda Ypiranga-RSLocalização dos times por Estado. Grupo A; Grupo B. Localização das equipes participantes da Série C de 2020 \| | \| Boa Esporte Botafogo-PB Brusque Criciúma Ferroviário Imperatriz Ituano Jacuipense Londrina Manaus Paysandu Remo Santa Cruz São Bento São José-RS Tombense Treze Vila Nova Volta Redonda Ypiranga-RSLocalização dos times por Estado. Grupo A; Grupo B. Localização das equipes participantes da Série C de 2020 \| | \| Boa Esporte Botafogo-PB Brusque Criciúma Ferroviário Imperatriz Ituano Jacuipense Londrina Manaus Paysandu Remo Santa Cruz São Bento São José-RS Tombense Treze Vila Nova Volta Redonda Ypiranga-RSLocalização dos times por Estado. Grupo A; Grupo B. Localização das equipes participantes da Série C de 2020 \| | Capacidade: 5 000             |
| | \| Boa Esporte Botafogo-PB Brusque Criciúma Ferroviário Imperatriz Ituano Jacuipense Londrina Manaus Paysandu Remo Santa Cruz São Bento São José-RS Tombense Treze Vila Nova Volta Redonda Ypiranga-RSLocalização dos times por Estado. Grupo A; Grupo B. Localização das equipes participantes da Série C de 2020 \| | \| Boa Esporte Botafogo-PB Brusque Criciúma Ferroviário Imperatriz Ituano Jacuipense Londrina Manaus Paysandu Remo Santa Cruz São Bento São José-RS Tombense Treze Vila Nova Volta Redonda Ypiranga-RSLocalização dos times por Estado. Grupo A; Grupo B. Localização das equipes participantes da Série C de 2020 \| | \| Boa Esporte Botafogo-PB Brusque Criciúma Ferroviário Imperatriz Ituano Jacuipense Londrina Manaus Paysandu Remo Santa Cruz São Bento São José-RS Tombense Treze Vila Nova Volta Redonda Ypiranga-RSLocalização dos times por Estado. Grupo A; Grupo B. Localização das equipes participantes da Série C de 2020 \| | \| Boa Esporte Botafogo-PB Brusque Criciúma Ferroviário Imperatriz Ituano Jacuipense Londrina Manaus Paysandu Remo Santa Cruz São Bento São José-RS Tombense Treze Vila Nova Volta Redonda Ypiranga-RSLocalização dos times por Estado. Grupo A; Grupo B. Localização das equipes participantes da Série C de 2020 \| |                               |
| Londrina | \| Boa Esporte Botafogo-PB Brusque Criciúma Ferroviário Imperatriz Ituano Jacuipense Londrina Manaus Paysandu Remo Santa Cruz São Bento São José-RS Tombense Treze Vila Nova Volta Redonda Ypiranga-RSLocalização dos times por Estado. Grupo A; Grupo B. Localização das equipes participantes da Série C de 2020 \| | \| Boa Esporte Botafogo-PB Brusque Criciúma Ferroviário Imperatriz Ituano Jacuipense Londrina Manaus Paysandu Remo Santa Cruz São Bento São José-RS Tombense Treze Vila Nova Volta Redonda Ypiranga-RSLocalização dos times por Estado. Grupo A; Grupo B. Localização das equipes participantes da Série C de 2020 \| | \| Boa Esporte Botafogo-PB Brusque Criciúma Ferroviário Imperatriz Ituano Jacuipense Londrina Manaus Paysandu Remo Santa Cruz São Bento São José-RS Tombense Treze Vila Nova Volta Redonda Ypiranga-RSLocalização dos times por Estado. Grupo A; Grupo B. Localização das equipes participantes da Série C de 2020 \| | \| Boa Esporte Botafogo-PB Brusque Criciúma Ferroviário Imperatriz Ituano Jacuipense Londrina Manaus Paysandu Remo Santa Cruz São Bento São José-RS Tombense Treze Vila Nova Volta Redonda Ypiranga-RSLocalização dos times por Estado. Grupo A; Grupo B. Localização das equipes participantes da Série C de 2020 \| | Manaus                        |
| Estádio do Café | \| Boa Esporte Botafogo-PB Brusque Criciúma Ferroviário Imperatriz Ituano Jacuipense Londrina Manaus Paysandu Remo Santa Cruz São Bento São José-RS Tombense Treze Vila Nova Volta Redonda Ypiranga-RSLocalização dos times por Estado. Grupo A; Grupo B. Localização das equipes participantes da Série C de 2020 \| | \| Boa Esporte Botafogo-PB Brusque Criciúma Ferroviário Imperatriz Ituano Jacuipense Londrina Manaus Paysandu Remo Santa Cruz São Bento São José-RS Tombense Treze Vila Nova Volta Redonda Ypiranga-RSLocalização dos times por Estado. Grupo A; Grupo B. Localização das equipes participantes da Série C de 2020 \| | \| Boa Esporte Botafogo-PB Brusque Criciúma Ferroviário Imperatriz Ituano Jacuipense Londrina Manaus Paysandu Remo Santa Cruz São Bento São José-RS Tombense Treze Vila Nova Volta Redonda Ypiranga-RSLocalização dos times por Estado. Grupo A; Grupo B. Localização das equipes participantes da Série C de 2020 \| | \| Boa Esporte Botafogo-PB Brusque Criciúma Ferroviário Imperatriz Ituano Jacuipense Londrina Manaus Paysandu Remo Santa Cruz São Bento São José-RS Tombense Treze Vila Nova Volta Redonda Ypiranga-RSLocalização dos times por Estado. Grupo A; Grupo B. Localização das equipes participantes da Série C de 2020 \| | Arena da Amazônia             |
| Capacidade: 19 924 | \| Boa Esporte Botafogo-PB Brusque Criciúma Ferroviário Imperatriz Ituano Jacuipense Londrina Manaus Paysandu Remo Santa Cruz São Bento São José-RS Tombense Treze Vila Nova Volta Redonda Ypiranga-RSLocalização dos times por Estado. Grupo A; Grupo B. Localização das equipes participantes da Série C de 2020 \| | \| Boa Esporte Botafogo-PB Brusque Criciúma Ferroviário Imperatriz Ituano Jacuipense Londrina Manaus Paysandu Remo Santa Cruz São Bento São José-RS Tombense Treze Vila Nova Volta Redonda Ypiranga-RSLocalização dos times por Estado. Grupo A; Grupo B. Localização das equipes participantes da Série C de 2020 \| | \| Boa Esporte Botafogo-PB Brusque Criciúma Ferroviário Imperatriz Ituano Jacuipense Londrina Manaus Paysandu Remo Santa Cruz São Bento São José-RS Tombense Treze Vila Nova Volta Redonda Ypiranga-RSLocalização dos times por Estado. Grupo A; Grupo B. Localização das equipes participantes da Série C de 2020 \| | \| Boa Esporte Botafogo-PB Brusque Criciúma Ferroviário Imperatriz Ituano Jacuipense Londrina Manaus Paysandu Remo Santa Cruz São Bento São José-RS Tombense Treze Vila Nova Volta Redonda Ypiranga-RSLocalização dos times por Estado. Grupo A; Grupo B. Localização das equipes participantes da Série C de 2020 \| | Capacidade: 44 000            |
| | \| Boa Esporte Botafogo-PB Brusque Criciúma Ferroviário Imperatriz Ituano Jacuipense Londrina Manaus Paysandu Remo Santa Cruz São Bento São José-RS Tombense Treze Vila Nova Volta Redonda Ypiranga-RSLocalização dos times por Estado. Grupo A; Grupo B. Localização das equipes participantes da Série C de 2020 \| | \| Boa Esporte Botafogo-PB Brusque Criciúma Ferroviário Imperatriz Ituano Jacuipense Londrina Manaus Paysandu Remo Santa Cruz São Bento São José-RS Tombense Treze Vila Nova Volta Redonda Ypiranga-RSLocalização dos times por Estado. Grupo A; Grupo B. Localização das equipes participantes da Série C de 2020 \| | \| Boa Esporte Botafogo-PB Brusque Criciúma Ferroviário Imperatriz Ituano Jacuipense Londrina Manaus Paysandu Remo Santa Cruz São Bento São José-RS Tombense Treze Vila Nova Volta Redonda Ypiranga-RSLocalização dos times por Estado. Grupo A; Grupo B. Localização das equipes participantes da Série C de 2020 \| | \| Boa Esporte Botafogo-PB Brusque Criciúma Ferroviário Imperatriz Ituano Jacuipense Londrina Manaus Paysandu Remo Santa Cruz São Bento São José-RS Tombense Treze Vila Nova Volta Redonda Ypiranga-RSLocalização dos times por Estado. Grupo A; Grupo B. Localização das equipes participantes da Série C de 2020 \| |                               |
| Paysandu | \| Boa Esporte Botafogo-PB Brusque Criciúma Ferroviário Imperatriz Ituano Jacuipense Londrina Manaus Paysandu Remo Santa Cruz São Bento São José-RS Tombense Treze Vila Nova Volta Redonda Ypiranga-RSLocalização dos times por Estado. Grupo A; Grupo B. Localização das equipes participantes da Série C de 2020 \| | \| Boa Esporte Botafogo-PB Brusque Criciúma Ferroviário Imperatriz Ituano Jacuipense Londrina Manaus Paysandu Remo Santa Cruz São Bento São José-RS Tombense Treze Vila Nova Volta Redonda Ypiranga-RSLocalização dos times por Estado. Grupo A; Grupo B. Localização das equipes participantes da Série C de 2020 \| | \| Boa Esporte Botafogo-PB Brusque Criciúma Ferroviário Imperatriz Ituano Jacuipense Londrina Manaus Paysandu Remo Santa Cruz São Bento São José-RS Tombense Treze Vila Nova Volta Redonda Ypiranga-RSLocalização dos times por Estado. Grupo A; Grupo B. Localização das equipes participantes da Série C de 2020 \| | \| Boa Esporte Botafogo-PB Brusque Criciúma Ferroviário Imperatriz Ituano Jacuipense Londrina Manaus Paysandu Remo Santa Cruz São Bento São José-RS Tombense Treze Vila Nova Volta Redonda Ypiranga-RSLocalização dos times por Estado. Grupo A; Grupo B. Localização das equipes participantes da Série C de 2020 \| | Remo                          |
| Curuzu | \| Boa Esporte Botafogo-PB Brusque Criciúma Ferroviário Imperatriz Ituano Jacuipense Londrina Manaus Paysandu Remo Santa Cruz São Bento São José-RS Tombense Treze Vila Nova Volta Redonda Ypiranga-RSLocalização dos times por Estado. Grupo A; Grupo B. Localização das equipes participantes da Série C de 2020 \| | \| Boa Esporte Botafogo-PB Brusque Criciúma Ferroviário Imperatriz Ituano Jacuipense Londrina Manaus Paysandu Remo Santa Cruz São Bento São José-RS Tombense Treze Vila Nova Volta Redonda Ypiranga-RSLocalização dos times por Estado. Grupo A; Grupo B. Localização das equipes participantes da Série C de 2020 \| | \| Boa Esporte Botafogo-PB Brusque Criciúma Ferroviário Imperatriz Ituano Jacuipense Londrina Manaus Paysandu Remo Santa Cruz São Bento São José-RS Tombense Treze Vila Nova Volta Redonda Ypiranga-RSLocalização dos times por Estado. Grupo A; Grupo B. Localização das equipes participantes da Série C de 2020 \| | \| Boa Esporte Botafogo-PB Brusque Criciúma Ferroviário Imperatriz Ituano Jacuipense Londrina Manaus Paysandu Remo Santa Cruz São Bento São José-RS Tombense Treze Vila Nova Volta Redonda Ypiranga-RSLocalização dos times por Estado. Grupo A; Grupo B. Localização das equipes participantes da Série C de 2020 \| | Baenão                        |
| Capacidade: 16 200 | \| Boa Esporte Botafogo-PB Brusque Criciúma Ferroviário Imperatriz Ituano Jacuipense Londrina Manaus Paysandu Remo Santa Cruz São Bento São José-RS Tombense Treze Vila Nova Volta Redonda Ypiranga-RSLocalização dos times por Estado. Grupo A; Grupo B. Localização das equipes participantes da Série C de 2020 \| | \| Boa Esporte Botafogo-PB Brusque Criciúma Ferroviário Imperatriz Ituano Jacuipense Londrina Manaus Paysandu Remo Santa Cruz São Bento São José-RS Tombense Treze Vila Nova Volta Redonda Ypiranga-RSLocalização dos times por Estado. Grupo A; Grupo B. Localização das equipes participantes da Série C de 2020 \| | \| Boa Esporte Botafogo-PB Brusque Criciúma Ferroviário Imperatriz Ituano Jacuipense Londrina Manaus Paysandu Remo Santa Cruz São Bento São José-RS Tombense Treze Vila Nova Volta Redonda Ypiranga-RSLocalização dos times por Estado. Grupo A; Grupo B. Localização das equipes participantes da Série C de 2020 \| | \| Boa Esporte Botafogo-PB Brusque Criciúma Ferroviário Imperatriz Ituano Jacuipense Londrina Manaus Paysandu Remo Santa Cruz São Bento São José-RS Tombense Treze Vila Nova Volta Redonda Ypiranga-RSLocalização dos times por Estado. Grupo A; Grupo B. Localização das equipes participantes da Série C de 2020 \| | Capacidade: 13 792            |
| | \| Boa Esporte Botafogo-PB Brusque Criciúma Ferroviário Imperatriz Ituano Jacuipense Londrina Manaus Paysandu Remo Santa Cruz São Bento São José-RS Tombense Treze Vila Nova Volta Redonda Ypiranga-RSLocalização dos times por Estado. Grupo A; Grupo B. Localização das equipes participantes da Série C de 2020 \| | \| Boa Esporte Botafogo-PB Brusque Criciúma Ferroviário Imperatriz Ituano Jacuipense Londrina Manaus Paysandu Remo Santa Cruz São Bento São José-RS Tombense Treze Vila Nova Volta Redonda Ypiranga-RSLocalização dos times por Estado. Grupo A; Grupo B. Localização das equipes participantes da Série C de 2020 \| | \| Boa Esporte Botafogo-PB Brusque Criciúma Ferroviário Imperatriz Ituano Jacuipense Londrina Manaus Paysandu Remo Santa Cruz São Bento São José-RS Tombense Treze Vila Nova Volta Redonda Ypiranga-RSLocalização dos times por Estado. Grupo A; Grupo B. Localização das equipes participantes da Série C de 2020 \| | \| Boa Esporte Botafogo-PB Brusque Criciúma Ferroviário Imperatriz Ituano Jacuipense Londrina Manaus Paysandu Remo Santa Cruz São Bento São José-RS Tombense Treze Vila Nova Volta Redonda Ypiranga-RSLocalização dos times por Estado. Grupo A; Grupo B. Localização das equipes participantes da Série C de 2020 \| | link: Estádio Evandro Almeida |
| Santa Cruz | \| Boa Esporte Botafogo-PB Brusque Criciúma Ferroviário Imperatriz Ituano Jacuipense Londrina Manaus Paysandu Remo Santa Cruz São Bento São José-RS Tombense Treze Vila Nova Volta Redonda Ypiranga-RSLocalização dos times por Estado. Grupo A; Grupo B. Localização das equipes participantes da Série C de 2020 \| | \| Boa Esporte Botafogo-PB Brusque Criciúma Ferroviário Imperatriz Ituano Jacuipense Londrina Manaus Paysandu Remo Santa Cruz São Bento São José-RS Tombense Treze Vila Nova Volta Redonda Ypiranga-RSLocalização dos times por Estado. Grupo A; Grupo B. Localização das equipes participantes da Série C de 2020 \| | \| Boa Esporte Botafogo-PB Brusque Criciúma Ferroviário Imperatriz Ituano Jacuipense Londrina Manaus Paysandu Remo Santa Cruz São Bento São José-RS Tombense Treze Vila Nova Volta Redonda Ypiranga-RSLocalização dos times por Estado. Grupo A; Grupo B. Localização das equipes participantes da Série C de 2020 \| | \| Boa Esporte Botafogo-PB Brusque Criciúma Ferroviário Imperatriz Ituano Jacuipense Londrina Manaus Paysandu Remo Santa Cruz São Bento São José-RS Tombense Treze Vila Nova Volta Redonda Ypiranga-RSLocalização dos times por Estado. Grupo A; Grupo B. Localização das equipes participantes da Série C de 2020 \| | São Bento                     |
| Arruda | \| Boa Esporte Botafogo-PB Brusque Criciúma Ferroviário Imperatriz Ituano Jacuipense Londrina Manaus Paysandu Remo Santa Cruz São Bento São José-RS Tombense Treze Vila Nova Volta Redonda Ypiranga-RSLocalização dos times por Estado. Grupo A; Grupo B. Localização das equipes participantes da Série C de 2020 \| | \| Boa Esporte Botafogo-PB Brusque Criciúma Ferroviário Imperatriz Ituano Jacuipense Londrina Manaus Paysandu Remo Santa Cruz São Bento São José-RS Tombense Treze Vila Nova Volta Redonda Ypiranga-RSLocalização dos times por Estado. Grupo A; Grupo B. Localização das equipes participantes da Série C de 2020 \| | \| Boa Esporte Botafogo-PB Brusque Criciúma Ferroviário Imperatriz Ituano Jacuipense Londrina Manaus Paysandu Remo Santa Cruz São Bento São José-RS Tombense Treze Vila Nova Volta Redonda Ypiranga-RSLocalização dos times por Estado. Grupo A; Grupo B. Localização das equipes participantes da Série C de 2020 \| | \| Boa Esporte Botafogo-PB Brusque Criciúma Ferroviário Imperatriz Ituano Jacuipense Londrina Manaus Paysandu Remo Santa Cruz São Bento São José-RS Tombense Treze Vila Nova Volta Redonda Ypiranga-RSLocalização dos times por Estado. Grupo A; Grupo B. Localização das equipes participantes da Série C de 2020 \| | Walter Ribeiro                |
| Capacidade: 60 044 | \| Boa Esporte Botafogo-PB Brusque Criciúma Ferroviário Imperatriz Ituano Jacuipense Londrina Manaus Paysandu Remo Santa Cruz São Bento São José-RS Tombense Treze Vila Nova Volta Redonda Ypiranga-RSLocalização dos times por Estado. Grupo A; Grupo B. Localização das equipes participantes da Série C de 2020 \| | \| Boa Esporte Botafogo-PB Brusque Criciúma Ferroviário Imperatriz Ituano Jacuipense Londrina Manaus Paysandu Remo Santa Cruz São Bento São José-RS Tombense Treze Vila Nova Volta Redonda Ypiranga-RSLocalização dos times por Estado. Grupo A; Grupo B. Localização das equipes participantes da Série C de 2020 \| | \| Boa Esporte Botafogo-PB Brusque Criciúma Ferroviário Imperatriz Ituano Jacuipense Londrina Manaus Paysandu Remo Santa Cruz São Bento São José-RS Tombense Treze Vila Nova Volta Redonda Ypiranga-RSLocalização dos times por Estado. Grupo A; Grupo B. Localização das equipes participantes da Série C de 2020 \| | \| Boa Esporte Botafogo-PB Brusque Criciúma Ferroviário Imperatriz Ituano Jacuipense Londrina Manaus Paysandu Remo Santa Cruz São Bento São José-RS Tombense Treze Vila Nova Volta Redonda Ypiranga-RSLocalização dos times por Estado. Grupo A; Grupo B. Localização das equipes participantes da Série C de 2020 \| | Capacidade: 13 772            |
| | \| Boa Esporte Botafogo-PB Brusque Criciúma Ferroviário Imperatriz Ituano Jacuipense Londrina Manaus Paysandu Remo Santa Cruz São Bento São José-RS Tombense Treze Vila Nova Volta Redonda Ypiranga-RSLocalização dos times por Estado. Grupo A; Grupo B. Localização das equipes participantes da Série C de 2020 \| | \| Boa Esporte Botafogo-PB Brusque Criciúma Ferroviário Imperatriz Ituano Jacuipense Londrina Manaus Paysandu Remo Santa Cruz São Bento São José-RS Tombense Treze Vila Nova Volta Redonda Ypiranga-RSLocalização dos times por Estado. Grupo A; Grupo B. Localização das equipes participantes da Série C de 2020 \| | \| Boa Esporte Botafogo-PB Brusque Criciúma Ferroviário Imperatriz Ituano Jacuipense Londrina Manaus Paysandu Remo Santa Cruz São Bento São José-RS Tombense Treze Vila Nova Volta Redonda Ypiranga-RSLocalização dos times por Estado. Grupo A; Grupo B. Localização das equipes participantes da Série C de 2020 \| | \| Boa Esporte Botafogo-PB Brusque Criciúma Ferroviário Imperatriz Ituano Jacuipense Londrina Manaus Paysandu Remo Santa Cruz São Bento São José-RS Tombense Treze Vila Nova Volta Redonda Ypiranga-RSLocalização dos times por Estado. Grupo A; Grupo B. Localização das equipes participantes da Série C de 2020 \| |                               |
| São José-RS | Tombense | Treze | Vila Nova | Volta Redonda | Ypiranga de Erechim           |
| Passo d'Areia | Almeidão (MG) | Presidente Vargas | Serra Dourada | Raulino de Oliveira | Colosso da Lagoa              |
| Capacidade: 14 000 | Capacidade: 3 050 | Capacidade: 12 000 | Capacidade: 42 000 | Capacidade: 20 255 | Capacidade: 22 000            |
| | | | | |                               |
| Boa Esporte Botafogo-PB Brusque Criciúma Ferroviário Imperatriz Ituano Jacuipense Londrina Manaus Paysandu Remo Santa Cruz São Bento São José-RS Tombense Treze Vila Nova Volta Redonda Ypiranga-RSLocalização dos times por Estado. Grupo A; Grupo B. Localização das equipes participantes da Série C de 2020 | | | | |                               |

### Outros estádios
Além dos estádios de mando usual, outros estádios foram utilizados devido a punições de perda de mando de campo impostas pelo Superior Tribunal de Justiça Desportiva ou por conta de problemas de interdição dos estádios usuais ou simplesmente por opção dos clubes em mandar seus jogos em outros locais, geralmente buscando uma melhor renda.

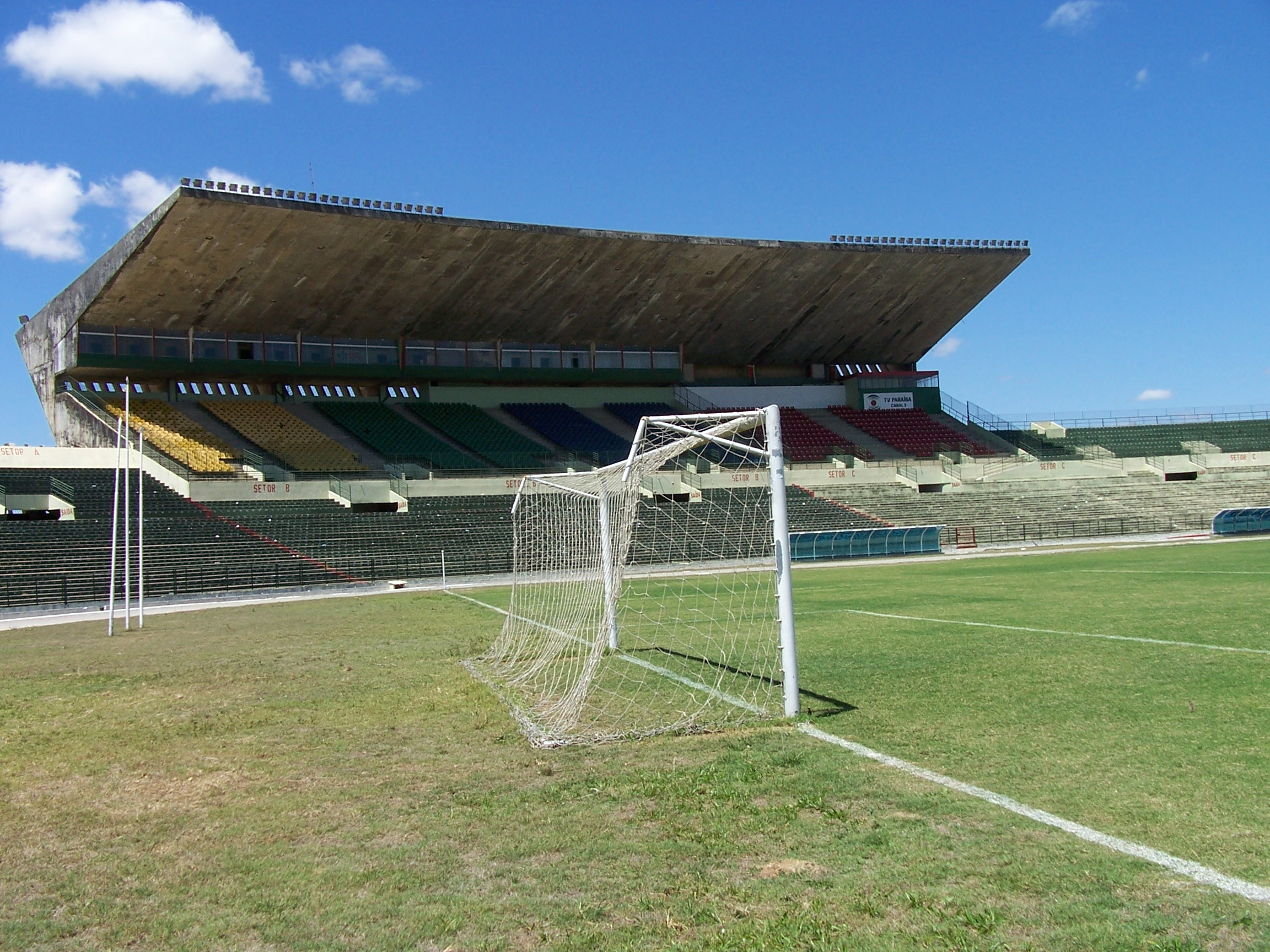
Amigão (Campina Grande)
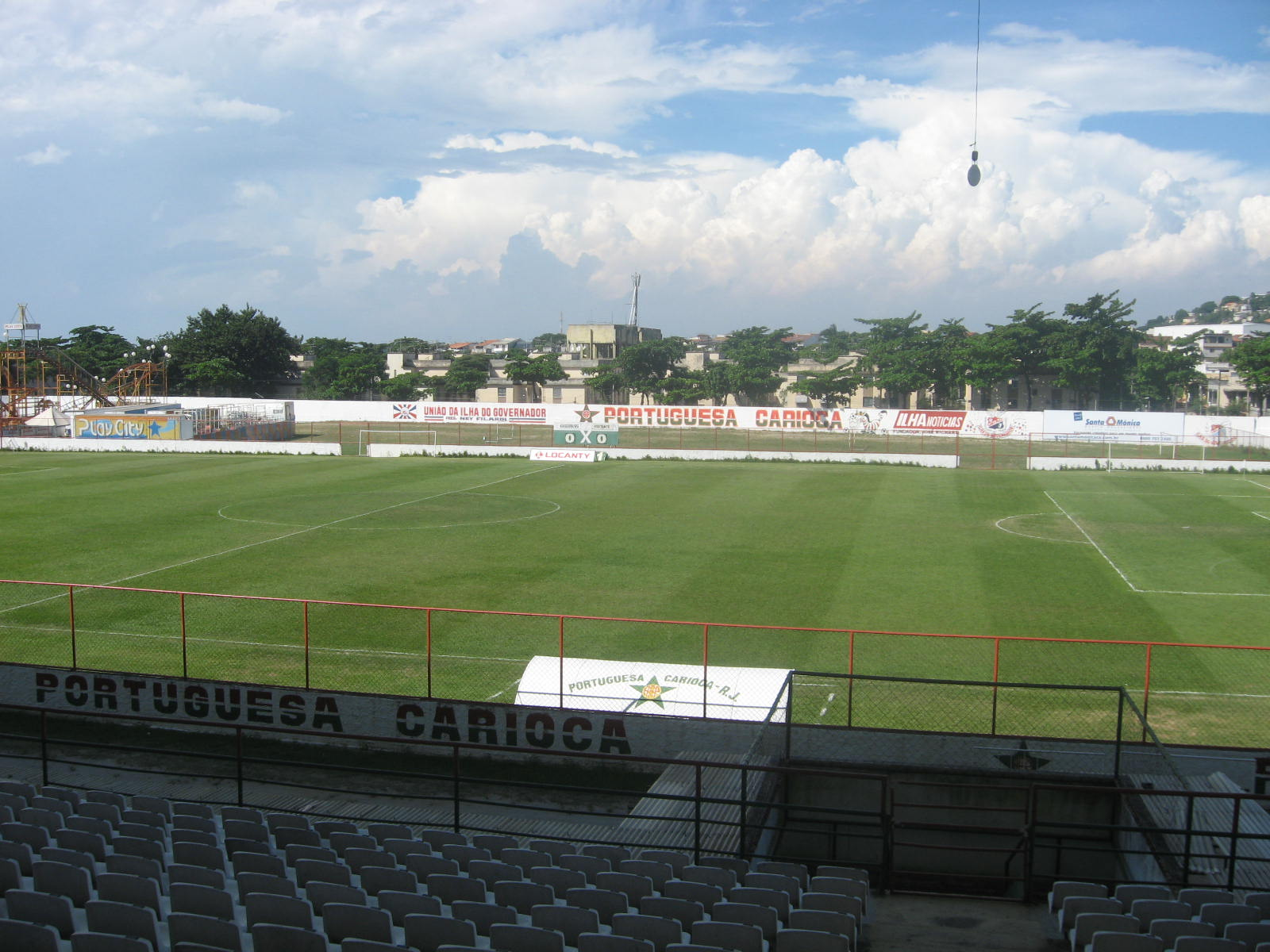
Luso-Brasileiro (Rio de Janeiro)
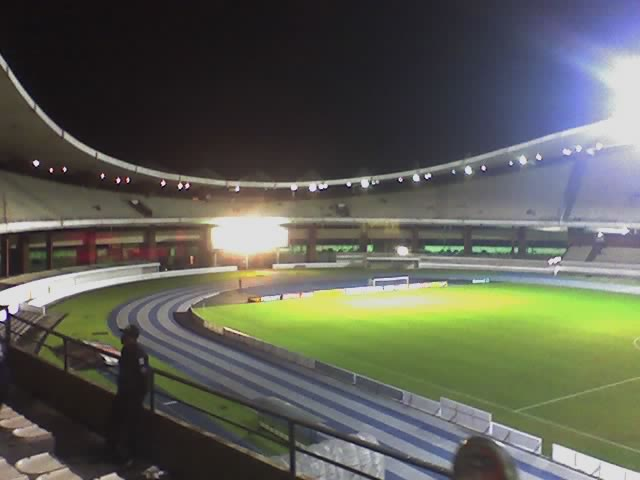
Mangueirão (Belém)
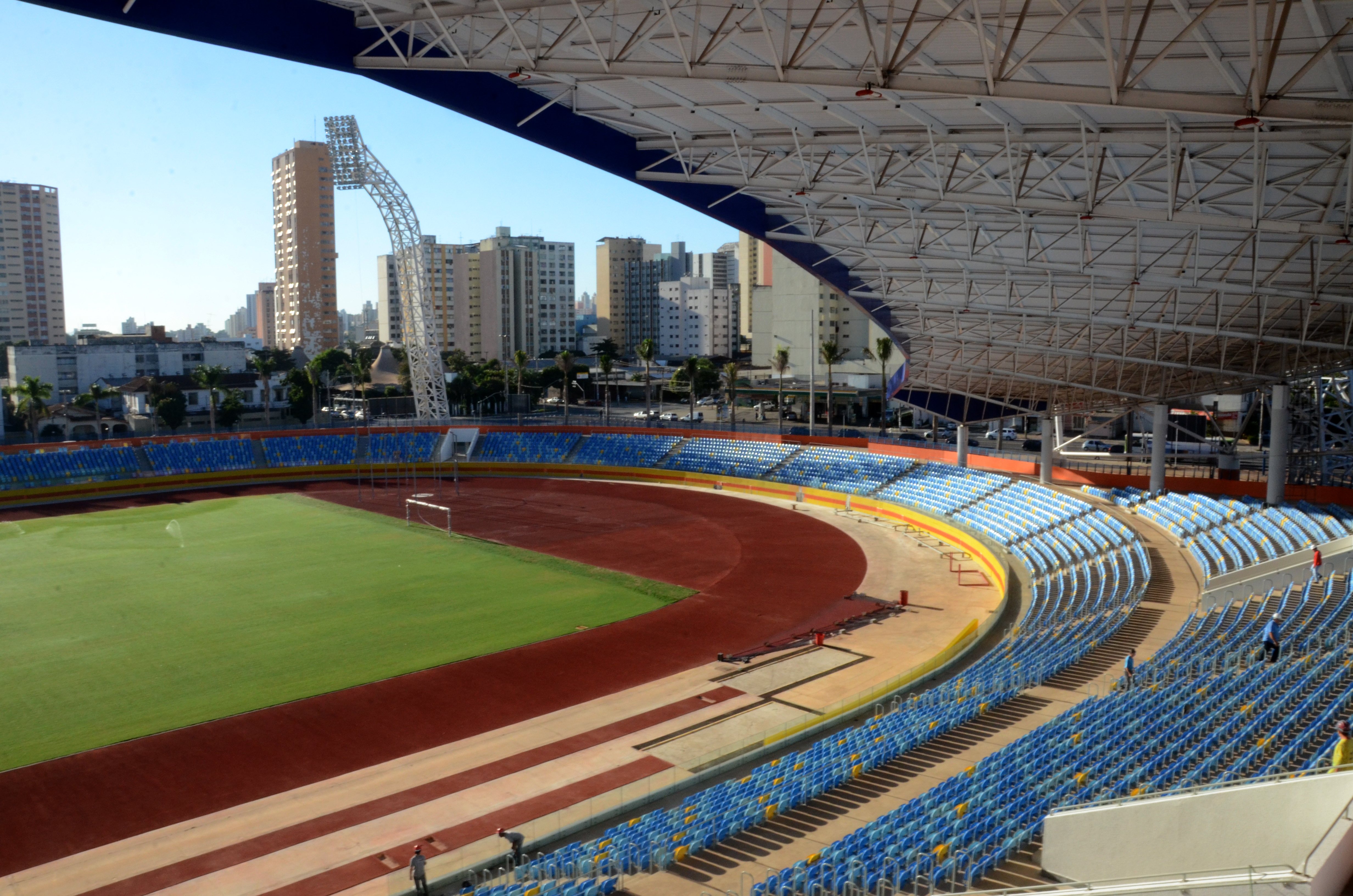
Olímpico (Goiânia)
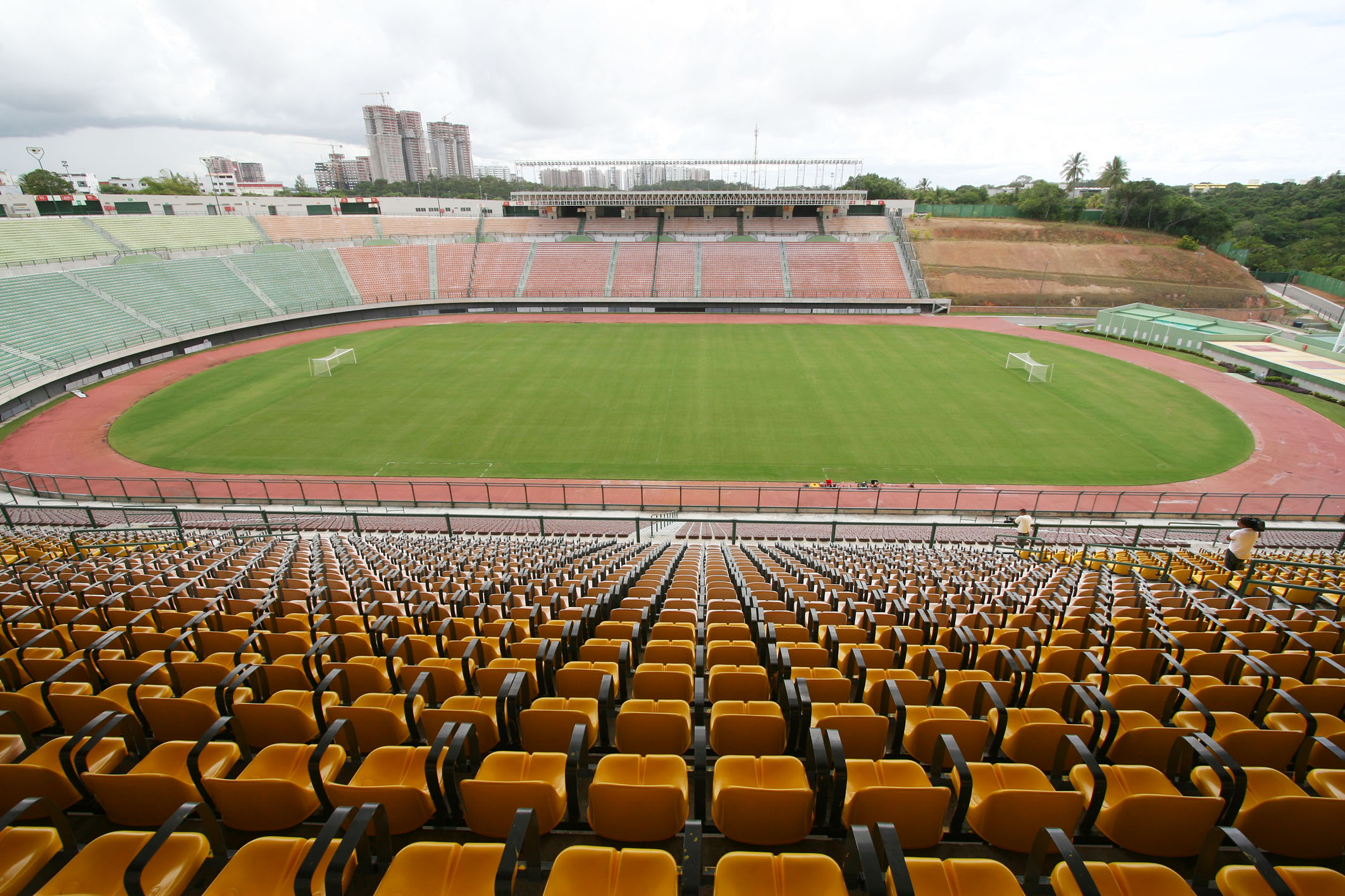
Pituaçu (Salvador)

Ainda foram utilizados o CT Hélio Dourado (Eldorado do Sul), o Domingão (Horizonte), o José Liberatti (Osasco) e o OBA (Goiânia). O Vila Nova inclusive utilizou o OBA, seu estádio próprio, na primeira partida da final da competição.

## Primeira fase

### Grupo A
| Pos | Equipes     | Pts | J  | V  | E | D  | GP | GC | SG  | Classificação ou rebaixamento |
| --- | ----------- | --- | -- | -- | - | -- | -- | -- | --- | ----------------------------- |
| 1   | Santa Cruz  | 37  | 18 | 11 | 4 | 3  | 32 | 16 | +16 | Classificados à próxima fase  |
| 2   | Remo        | 31  | 18 | 8  | 7 | 3  | 20 | 10 | +10 | Classificados à próxima fase  |
| 3   | Vila Nova   | 31  | 18 | 8  | 7 | 3  | 20 | 11 | +9  | Classificados à próxima fase  |
| 4   | Paysandu    | 29  | 18 | 8  | 5 | 5  | 25 | 14 | +11 | Classificados à próxima fase  |
| 5   | Manaus      | 26  | 18 | 6  | 8 | 4  | 19 | 18 | +1  |                               |
| 6   | Jacuipense  | 24  | 18 | 6  | 6 | 6  | 19 | 21 | –2  |                               |
| 7   | Ferroviário | 23  | 18 | 6  | 5 | 7  | 27 | 22 | +5  |                               |
| 8   | Botafogo-PB | 20  | 18 | 4  | 8 | 6  | 19 | 17 | +2  |                               |
| 9   | Treze       | 19  | 18 | 4  | 7 | 7  | 19 | 21 | –2  | Rebaixados à Série D de 2021  |
| 10  | Imperatriz  | 1   | 18 | 0  | 1 | 17 | 10 | 60 | –50 | Rebaixados à Série D de 2021  |

#### Confrontos
|             | BPB | FAC | IMP | JAC | MAN | PAY | REM | STC | TRE | VIL |
| ----------- | --- | --- | --- | --- | --- | --- | --- | --- | --- | --- |
| Botafogo-PB | —   | 2–1 | 7–0 | 1–1 | 0–0 | 1–1 | 0–0 | 1–2 | 1–1 | 0–0 |
| Ferroviário | 2–0 | —   | 7–0 | 0–0 | 1–1 | 0–2 | 1–0 | 1–3 | 0–1 | 4–0 |
| Imperatriz  | 1–2 | 1–2 | —   | 1–2 | 1–2 | 0–3 | 0–0 | 1–6 | 1–2 | 1–3 |
| Jacuipense  | 1–1 | 0–0 | 3–1 | —   | 1–0 | 0–1 | 1–2 | 1–0 | 3–2 | 0–3 |
| Manaus      | 3–2 | 1–1 | 1–0 | 2–1 | —   | 2–1 | 0–2 | 0–0 | 1–1 | 1–1 |
| Paysandu    | 1–0 | 3–0 | 6–1 | 1–2 | 1–1 | —   | 2–3 | 0–0 | 1–0 | 0–0 |
| Remo        | 0–0 | 2–1 | 5–0 | 2–0 | 1–0 | 0–0 | —   | 0–2 | 1–0 | 0–0 |
| Santa Cruz  | 1–0 | 3–3 | 2–0 | 3–3 | 1–2 | 2–1 | 1–0 | —   | 3–2 | 2–0 |
| Treze       | 2–0 | 0–3 | 4–1 | 0–0 | 1–1 | 0–1 | 2–2 | 0–1 | —   | 1–1 |
| Vila Nova   | 0–1 | 3–0 | 3–0 | 1–0 | 2–1 | 2–0 | 0–0 | 1–0 | 0–0 | —   |

| Vitória do mandante Vitória do visitante Empate | Em negrito os jogos "clássicos". |

### Grupo B
| Pos | Equipes             | Pts | J  | V | E | D | GP | GC | SG | Classificação ou rebaixamento |
| --- | ------------------- | --- | -- | - | - | - | -- | -- | -- | ----------------------------- |
| 1   | Ypiranga de Erechim | 31  | 18 | 9 | 4 | 5 | 31 | 26 | +5 | Classificados à próxima fase  |
| 2   | Ituano              | 29  | 18 | 8 | 5 | 5 | 28 | 20 | +8 | Classificados à próxima fase  |
| 3   | Londrina            | 29  | 18 | 8 | 5 | 5 | 20 | 16 | +4 | Classificados à próxima fase  |
| 4   | Brusque             | 29  | 18 | 8 | 5 | 5 | 23 | 26 | –3 | Classificados à próxima fase  |
| 5   | Tombense            | 27  | 18 | 7 | 6 | 5 | 21 | 18 | +3 |                               |
| 6   | Volta Redonda       | 23  | 18 | 5 | 8 | 5 | 31 | 23 | +8 |                               |
| 7   | São José-RS         | 20  | 18 | 5 | 5 | 8 | 15 | 23 | –8 |                               |
| 8   | Criciúma            | 19  | 18 | 4 | 7 | 7 | 20 | 25 | –5 |                               |
| 9   | São Bento           | 17  | 18 | 3 | 8 | 7 | 13 | 19 | –6 | Rebaixados à Série D de 2021  |
| 10  | Boa Esporte         | 15  | 18 | 2 | 9 | 7 | 17 | 23 | –6 | Rebaixados à Série D de 2021  |

#### Confrontos
|               | BOA | BRU | CRI | ITU | LON | SBN | SJO | TOM | VRE | YPI |
| ------------- | --- | --- | --- | --- | --- | --- | --- | --- | --- | --- |
| Boa Esporte   | —   | 0–1 | 2–0 | 1–2 | 0–0 | 0–1 | 1–0 | 1–1 | 2–2 | 1–1 |
| Brusque       | 2–2 | —   | 3–1 | 2–0 | 2–1 | 1–0 | 0–0 | 1–0 | 1–8 | 2–1 |
| Criciúma      | 3–1 | 2–2 | —   | 0–2 | 2–1 | 3–1 | 2–0 | 0–1 | 1–1 | 4–4 |
| Ituano        | 4–3 | 3–1 | 2–2 | —   | 1–1 | 0–0 | 2–2 | 3–0 | 2–0 | 1–2 |
| Londrina      | 2–0 | 2–1 | 0–0 | 1–0 | —   | 1–0 | 1–0 | 2–1 | 1–0 | 3–2 |
| São Bento     | 1–1 | 0–1 | 0–0 | 0–3 | 1–0 | —   | 2–0 | 2–2 | 1–1 | 1–1 |
| São José-RS   | 0–0 | 1–0 | 2–0 | 0–1 | 0–0 | 1–0 | —   | 2–2 | 0–2 | 2–0 |
| Tombense      | 1–1 | 2–0 | 1–0 | 0–0 | 2–1 | 1–1 | 4–0 | —   | 1–0 | 2–0 |
| Volta Redonda | 0–0 | 2–2 | 0–0 | 3–1 | 2–2 | 1–1 | 3–4 | 2–0 | —   | 1–2 |
| Ypiranga-RS   | 2–1 | 1–1 | 2–0 | 2–1 | 2–1 | 2–1 | 3–1 | 2–0 | 2–3 | —   |

| Vitória do mandante Vitória do visitante Empate |

### Desempenho por rodada
Clubes que lideraram cada grupo ao final de cada rodada:
|         | 1   | 2   | 3   | 4   | 5   | 6   | 7   | 8   | 9   | 10  | 11  | 12  | 13  | 14  | 15  | 16  | 17  | 18  |
| Grupo A | FAC | REM | STC | STC | FAC | STC | STC | STC | STC | STC | STC | STC | STC | STC | STC | STC | STC | STC |
| Grupo B | ITU | BRU | VRE | VRE | BRU | BRU | BRU | BRU | BRU | BRU | BRU | BRU | BRU | BRU | BRU | BRU | LON | YPI |

Clubes que ficaram na última posição de cada grupo ao final de cada rodada:
|         | 1   | 2   | 3   | 4   | 5   | 6   | 7   | 8   | 9   | 10  | 11  | 12  | 13  | 14  | 15  | 16  | 17  | 18  |
| Grupo A | BPB | JAC | TRE | TRE | TRE | IMP | IMP | IMP | IMP | IMP | IMP | IMP | IMP | IMP | IMP | IMP | IMP | IMP |
| Grupo B | TOM | SBN | SBN | SBN | SBN | SBN | BOA | BOA | BOA | BOA | SBN | BOA | SBN | BOA | SBN | BOA | BOA | BOA |

## Segunda fase

### Grupo C
| Pos | Equipes    | Pts | J | V | E | D | GP | GC | SG | Classificação ou rebaixamento           |
| --- | ---------- | --- | - | - | - | - | -- | -- | -- | --------------------------------------- |
| 1   | Vila Nova  | 10  | 6 | 3 | 1 | 2 | 6  | 7  | –1 | Promovido à Série B de 2021 e finalista |
| 2   | Brusque    | 9   | 6 | 2 | 3 | 1 | 9  | 6  | +3 | Promovido à Série B de 2021             |
| 3   | Santa Cruz | 8   | 6 | 2 | 2 | 2 | 8  | 7  | +1 |                                         |
| 4   | Ituano     | 5   | 6 | 1 | 2 | 3 | 7  | 10 | –3 |                                         |

#### Confrontos
|            | BRU | ITU | STC | VIL |
| ---------- | --- | --- | --- | --- |
| Brusque    | —   | 4–2 | 0–0 | 0–0 |
| Ituano     | 1–1 | —   | 1–2 | 0–1 |
| Santa Cruz | 3–1 | 1–1 | —   | 1–2 |
| Vila Nova  | 0–3 | 1–2 | 2–1 | —   |

| Vitória do mandante Vitória do visitante Empate |

### Grupo D
| Pos | Equipes             | Pts | J | V | E | D | GP | GC | SG | Classificação ou rebaixamento           |
| --- | ------------------- | --- | - | - | - | - | -- | -- | -- | --------------------------------------- |
| 1   | Remo                | 10  | 6 | 3 | 1 | 2 | 7  | 5  | +2 | Promovido à Série B de 2021 e finalista |
| 2   | Londrina            | 9   | 6 | 2 | 3 | 1 | 7  | 6  | +1 | Promovido à Série B de 2021             |
| 3   | Ypiranga de Erechim | 7   | 6 | 2 | 1 | 3 | 8  | 9  | –1 |                                         |
| 4   | Paysandu            | 7   | 6 | 2 | 1 | 3 | 6  | 8  | –2 |                                         |

#### Confrontos
|             | LON | PAY | REM | YPI |
| ----------- | --- | --- | --- | --- |
| Londrina    | —   | 0–0 | 0–0 | 1–1 |
| Paysandu    | 3–2 | —   | 0–1 | 2–1 |
| Remo        | 0–1 | 3–1 | —   | 2–1 |
| Ypiranga-RS | 2–3 | 1–0 | 2–1 | —   |

| Vitória do mandante Vitória do visitante Empate | Em negrito os jogos "clássicos". |

### Desempenho por rodada
|         | 1   | 2   | 3   | 4   | 5   | 6   |
| Grupo C | ITU | ITU | ITU | BRU | BRU | VIL |
| Grupo D | PAY | REM | REM | REM | REM | REM |

|         | 1   | 2   | 3   | 4   | 5   | 6   |
| Grupo C | VIL | STC | BRU | VIL | ITU | ITU |
| Grupo D | YPI | YPI | YPI | YPI | YPI | PAY |

## Final
| Equipe 1  | Total | Equipe 2 | 1.º jogo | 2.º jogo |
| --------- | ----- | -------- | -------- | -------- |
| Vila Nova | 8–3   | Remo     | 5–1      | 3–2      |

Ida
| 23 de janeiro de 2021 | Vila Nova                                             | 5 – 1     | Remo               | Estádio OBA, Goiânia                                          |
| 17:00 (UTC−3)         | Talles 25', 36' · Alan Mineiro 45+2' · Henan 58', 69' | Relatório | 9' Gilberto Alemão | Público: Portões fechados Árbitro: RN Caio Max Augusto Vieira |

| Vila Nova | Remo |

Volta
| 30 de janeiro de 2021 | Remo                        | 2 – 3     | Vila Nova                                       | Estádio Mangueirão, Belém                               |
| 17:00 (UTC−3)         | Felipe Gedoz 7' · Lucas 35' | Relatório | 9' Alan Mineiro · 40' (g.c.), 88' (g.c.) Mimica | Público: Portões fechados Árbitro: SC Ramon Abatti Abel |

| Remo | Vila Nova |

## Artilharia
| Gols | Jogador         | Equipe              |
| ---- | --------------- | ------------------- |
| 12   | Thiago Alagoano | Brusque             |
| 11   | Willian Lira    | Ferroviário         |
| 10   | Henan           | Vila Nova           |
| 10   | Neto Pessoa     | Ypiranga de Erechim |
| 9    | Nicolas         | Paysandu            |
| 8    | Chiquinho       | Santa Cruz          |
| 8    | Hamilton        | Manaus              |
| 8    | João Carlos     | Volta Redonda       |

### Hat-tricks
| Jogador    | Clube         | Adversário  | Placar  | Data           | Ref.   |
| ---------- | ------------- | ----------- | ------- | -------------- | ------ |
| Rubens     | Tombense      | São José-RS | 4–0 (C) | 15 de agosto   | [ 29 ] |
| Alef Manga | Volta Redonda | Brusque     | 8–1 (F) | 28 de novembro | [ 30 ] |

### Poker-tricks
| Jogador      | Clube       | Adversário | Placar  | Data           | Ref.   |
| ------------ | ----------- | ---------- | ------- | -------------- | ------ |
| Willian Lira | Ferroviário | Imperatriz | 7–0 (C) | 28 de novembro | [ 31 ] |

## Premiação
| Campeonato Brasileiro 2020 Série C          |
| Goiás                                       |
| ------------------------------------------- |
| Vila Nova Futebol Clube Campeão (3º título) |

## Mudanças de técnicos
| Clube               | Antecessor             | Motivo          | Data           | Última partida                      | Rod     | Pos         | Sucessor               | Ref.          |
| ------------------- | ---------------------- | --------------- | -------------- | ----------------------------------- | ------- | ----------- | ---------------------- | ------------- |
| Botafogo-PB         | Warley                 | Remanejado      | 10 de agosto   | Ferroviário 2–0 Botafogo-PB         | 1ª      | 10º (Gr. A) | Rogério Zimmermann     | [ 32 ]        |
| Manaus              | Welington Fajardo      | Demitido        | 10 de agosto   | Manaus 1–1 Vila Nova                | 1ª      | 4º (Gr. A)  | Luizinho Lopes         | [ 33 ] [ 34 ] |
| Boa Esporte         | Nedo Xavier            | Demitido        | 24 de agosto   | Boa Esporte 1–1 Ypiranga de Erechim | 3ª      | 9º (Gr. B)  | Sidney Moraes          | [ 35 ] [ 36 ] |
| Tombense            | Eugênio Souza          | Resignado       | 1 de setembro  | Tombense 0–1 Atlético Mineiro       | 4ª      | 8º (Gr. B)  | Julinho Camargo        | [ 37 ] [ 38 ] |
| Imperatriz          | Luís dos Reis          | Demitido        | 5 de setembro  | Imperatriz 1–2 Botafogo-PB          | 5ª      | 9º (Gr. A)  | Estevam Soares         | [ 39 ] [ 40 ] |
| Santa Cruz          | Itamar Schülle         | Resignado       | 8 de setembro  | Vila Nova 1–0 Santa Cruz            | 5ª      | 2º (Gr. A)  | Marcelo Martelotte     | [ 41 ]        |
| Paysandu            | Hélio dos Anjos        | Resignado       | 15 de setembro | Paysandu 6–1 Imperatriz             | 6ª      | 6º (Gr. A)  | Matheus Costa          | [ 44 ] [ 45 ] |
| Treze               | Moacir Júnior          | Resignado       | 19 de setembro | Treze 0–0 Jacuipense                | 7ª      | 9º (Gr. A)  | Márcio Fernandes       | [ 46 ] [ 47 ] |
| Remo                | Mazola Júnior          | Demitido        | 21 de setembro | Remo 0–0 Botafogo-PB                | 7ª      | 4º (Gr. A)  | Paulo Bonamigo         | [ 48 ] [ 49 ] |
| Boa Esporte         | Sidney Moraes          | Resignado       | 5 de outubro   | Boa Esporte 1–1 Tombense            | 9ª      | 10º (Gr. B) | Ariel Mamede           | [ 50 ] [ 51 ] |
| Criciúma            | Roberto Cavalo         | Demitido        | 7 de outubro   | Brusque 3–1 Criciúma                | 9ª      | 5º (Gr. B)  | Itamar Schülle         | [ 52 ] [ 53 ] |
| Imperatriz          | Estevam Soares         | Resignado       | 9 de outubro   | Treze 4–1 Imperatriz                | 9ª      | 10º (Gr. A) | Charles Guerreiro      | [ 57 ] [ 56 ] |
| Paysandu            | Matheus Costa          | Demitido        | 21 de outubro  | Paysandu 0–0 Vila Nova              | 11ª     | 8º (Gr. A)  | João Brigatti          | [ 58 ] [ 59 ] |
| Volta Redonda       | Luizinho Vieira        | Resignado       | 26 de outubro  | Tombense 1–0 Volta Redonda          | 11ª     | 6º (Gr. B)  | Neto Colucci           | [ 60 ] [ 61 ] |
| Botafogo-PB         | Rogério Zimmermann     | Demitido        | 1 de novembro  | Botafogo-PB 1–1 Jacuipense          | 13ª     | 9º (Gr. A)  | Evaristo Piza          | [ 62 ] [ 63 ] |
| Ypiranga de Erechim | Paulo Henrique Marques | Resignado       | 20 de novembro | Criciúma 4–4 Ypiranga de Erechim    | 16ª     | 5º (Gr. B)  | Celso Teixeira         | [ 64 ] [ 65 ] |
| Ferroviário         | Marcelo Vilar          | Demitido        | 30 de novembro | Ferroviário 7–0 Imperatriz          | 17ª     | 7º (Gr. A)  | Totonho (interino)     | [ 66 ]        |
| Manaus              | Luizinho Lopes         | Fim de contrato | 1 de dezembro  | Manaus 0–2 Remo                     | 17ª     | 6º (Gr. A)  | Souza Brito (interino) | [ 67 ]        |
| Vila Nova           | Bolívar                | Demitido        | 15 de dezembro | Vila Nova 1–2 Ituano                | 1ª (2F) | 4º (Gr. C)  | Márcio Fernandes       | [ 68 ] [ 69 ] |
| Londrina            | Alemão                 | Demitido        | 11 de janeiro  | Londrina 1–1 Ypiranga de Erechim    | 5ª (2F) | 3º (Gr. D)  | Silvinho               | [ 70 ] [ 71 ] |

## Classificação geral
A classificação geral dá prioridade ao clube que avançou mais fases, e ao campeão, mesmo que tenha menor pontuação.
| Pos | Equipes             | Pts | J  | V  | E | D  | GP | GC | SG  | Classificação ou rebaixamento                             |
| --- | ------------------- | --- | -- | -- | - | -- | -- | -- | --- | --------------------------------------------------------- |
| 1   | Vila Nova           | 47  | 26 | 13 | 8 | 5  | 34 | 21 | +13 | Promovidos à Série B de 2021 e finalistas                 |
| 2   | Remo                | 41  | 26 | 11 | 8 | 7  | 30 | 23 | +7  | Promovidos à Série B de 2021 e finalistas                 |
| 3   | Londrina            | 38  | 24 | 10 | 8 | 6  | 27 | 22 | +5  | Promovidos à Série B de 2021 e eliminados na segunda fase |
| 4   | Brusque             | 38  | 24 | 10 | 8 | 6  | 32 | 32 | 0   | Promovidos à Série B de 2021 e eliminados na segunda fase |
| 5   | Santa Cruz          | 45  | 24 | 13 | 6 | 5  | 40 | 23 | +17 | Eliminados na segunda fase                                |
| 6   | Ypiranga de Erechim | 38  | 24 | 11 | 5 | 8  | 39 | 35 | +4  | Eliminados na segunda fase                                |
| 7   | Paysandu            | 36  | 24 | 10 | 6 | 8  | 31 | 22 | +9  | Eliminados na segunda fase                                |
| 8   | Ituano              | 34  | 24 | 9  | 7 | 8  | 35 | 30 | +5  | Eliminados na segunda fase                                |
| 9   | Tombense            | 27  | 18 | 7  | 6 | 5  | 21 | 18 | +3  | Eliminados na primeira fase                               |
| 10  | Manaus              | 26  | 18 | 6  | 8 | 4  | 19 | 18 | +1  | Eliminados na primeira fase                               |
| 11  | Jacuipense          | 24  | 18 | 6  | 6 | 6  | 19 | 21 | –2  | Eliminados na primeira fase                               |
| 12  | Ferroviário         | 23  | 18 | 6  | 5 | 7  | 27 | 22 | +5  | Eliminados na primeira fase                               |
| 13  | Volta Redonda       | 23  | 18 | 5  | 8 | 5  | 31 | 23 | +8  | Eliminados na primeira fase                               |
| 14  | São José-RS         | 20  | 18 | 5  | 5 | 8  | 15 | 23 | –8  | Eliminados na primeira fase                               |
| 15  | Botafogo-PB         | 20  | 18 | 4  | 8 | 6  | 19 | 17 | +2  | Eliminados na primeira fase                               |
| 16  | Criciúma            | 19  | 18 | 4  | 7 | 7  | 20 | 25 | –5  | Eliminados na primeira fase                               |
| 17  | Treze               | 19  | 18 | 4  | 7 | 7  | 19 | 21 | –2  | Rebaixados à Série D de 2021                              |
| 18  | São Bento           | 17  | 18 | 3  | 8 | 7  | 13 | 20 | –7  | Rebaixados à Série D de 2021                              |
| 19  | Boa Esporte         | 15  | 18 | 2  | 9 | 7  | 17 | 23 | –6  | Rebaixados à Série D de 2021                              |
| 20  | Imperatriz          | 1   | 18 | 0  | 1 | 17 | 10 | 60 | –50 | Rebaixados à Série D de 2021                              |